# Estádio Alberto Oliveira Sobrinho
O Estádio Alberto Oliveira Sobrinho, chamado de Betão, é um estádio de futebol localizado na cidade de Pacatuba, no estado do Ceará, pertence ao Governo Municipal e tem capacidade para 3.000 pessoas.